# Мекнес
Мекне́с (араб. مكناس‎, Микнас; бербер. ⴰⵎⴽⵏⴰⵙ, Амкнас) — один из четырёх имперских городов Марокко, памятник Всемирного наследия.
Входит в состав области Фес — Мекнес, в составе которой образует одноимённую префектуру Мекнес.
Расположен на севере страны, в 130 км от столицы Рабата и в 60 км от Феса. Скоростное шоссе A2 между этими двумя городами проходит через Мекнес. Автодорогой длиной 300 км Мекнес соединён с Касабланкой. Административный центр области Мекнес-Тафилалет. Доля населения моложе 25 лет составляет около 60 %.

## Климат
Среднегодовая температура составляет 25,4 °C. В самые жаркие месяцы температура колеблется между 29 и 38 °C, а в декабре может падать до 2 — 4 °C. Среднегодовое количество осадков — 500 мм.
| Показатель                    | Янв. | Фев. | Март | Апр. | Май  | Июнь | Июль | Авг. | Сен. | Окт. | Нояб. | Дек. | Год   |
| ----------------------------- | ---- | ---- | ---- | ---- | ---- | ---- | ---- | ---- | ---- | ---- | ----- | ---- | ----- |
| Средний суточный максимум, °C | 15,3 | 16,6 | 18,6 | 20,0 | 23,8 | 27,8 | 32,7 | 32,6 | 29,6 | 24,5 | 19,3  | 15,6 | 21,3  |
| Средняя температура, °C       | 10,2 | 11,5 | 12,9 | 14,4 | 17,7 | 21,2 | 25,2 | 25,3 | 22,9 | 18,7 | 14,2  | 10,7 | 16,2  |
| Средний суточный минимум, °C  | 5,2  | 6,3  | 7,2  | 8,8  | 11,5 | 14,6 | 17,7 | 17,9 | 16,2 | 12,8 | 9,1   | 5,8  | 11,1  |
| Норма осадков, мм             | 89,4 | 84,4 | 78,4 | 74,3 | 42,6 | 12,5 | 2,1  | 1,9  | 14,1 | 47,4 | 79,6  | 81,2 | 607,9 |
| Источник:                     |      |      |      |      |      |      |      |      |      |      |       |      |       |

## История
Поселение на месте города возникло лишь в VIII веке под названием Касба, что значит крепость. Племя берберов назвало город Микнаса и поселилось там в X веке. Город стал расти вокруг альморавидской крепости Такарарт.
В 1673 г. Мекнес стал столицей Исмаила ибн Шерифа, который застроил его пышными чертогами, принёсшими городу славу «марокканского Версаля». После смерти правителя в 1727 г. город потерял столичные функции.
В 1911 г. Мекнес заняли соединения французской армии. Для поселения европейцев был построен особый район, отделённый рекой от исторической части города.
19 февраля 2010 года минарет мечети Баб-Бердаин в центре старого города обрушился во время пятничной молитвы, пострадало много прихожан и жителей окрестных домов, погиб по меньшей мере 41 человек.

## Достопримечательности
Основные достопримечательности Мекнеса построены в правление Исмаила ибн Шерифа. К их числу относится массивная городская стена с квадратными башнями и девятью богато орнаментированными воротами. Царская конюшня Руа — одна из самых больших в мире, рассчитана на размещение 12000 жеребцов. Также успехом среди туристов пользуются сады, для орошения которых устроено водохранилище площадью 4 га.
Неподалёку от Мекнеса простираются руины античного Волюбилиса и городок Мулай-Идрис — столица первого марокканского правителя, Идриса.

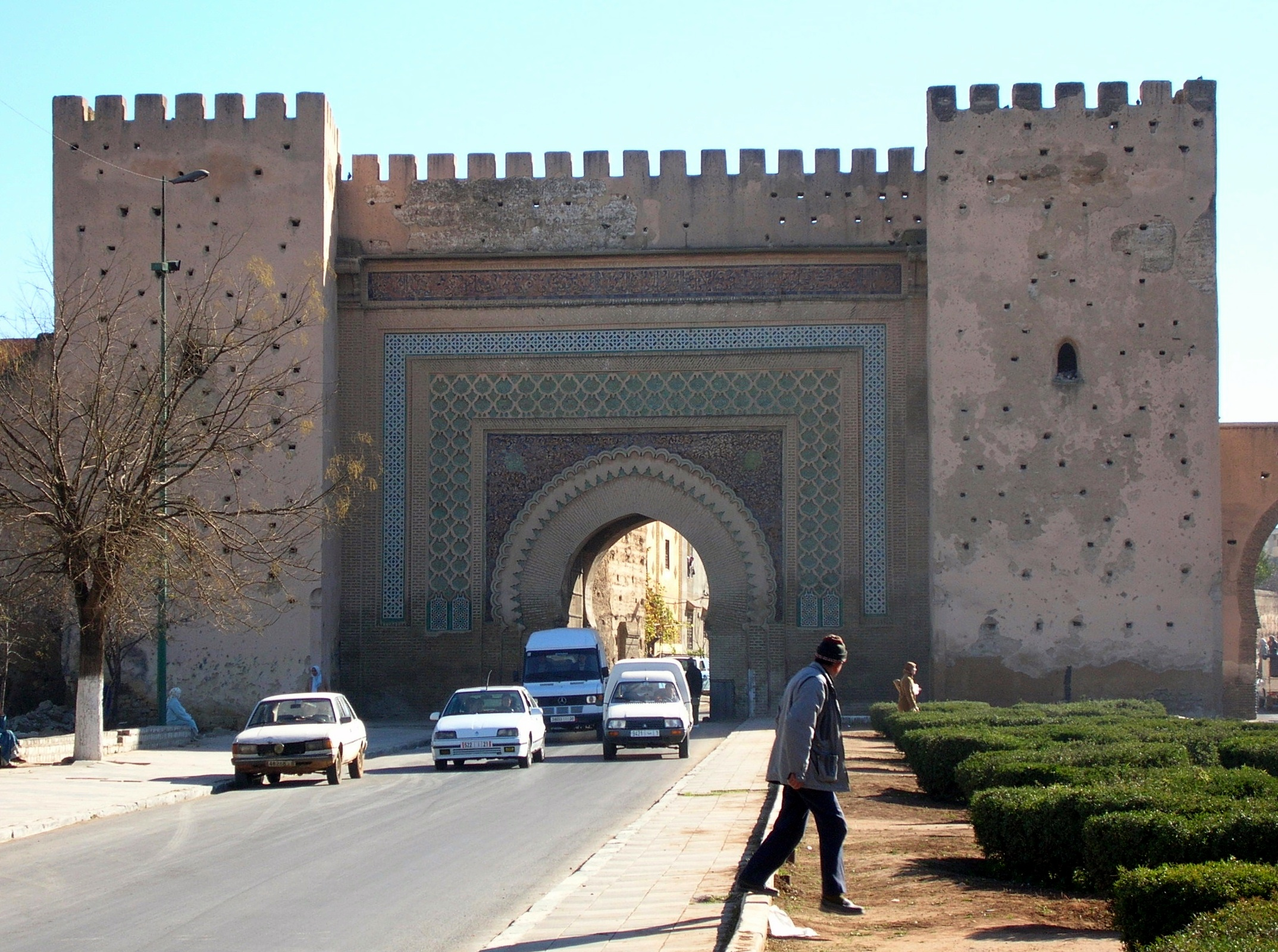
Городские ворота
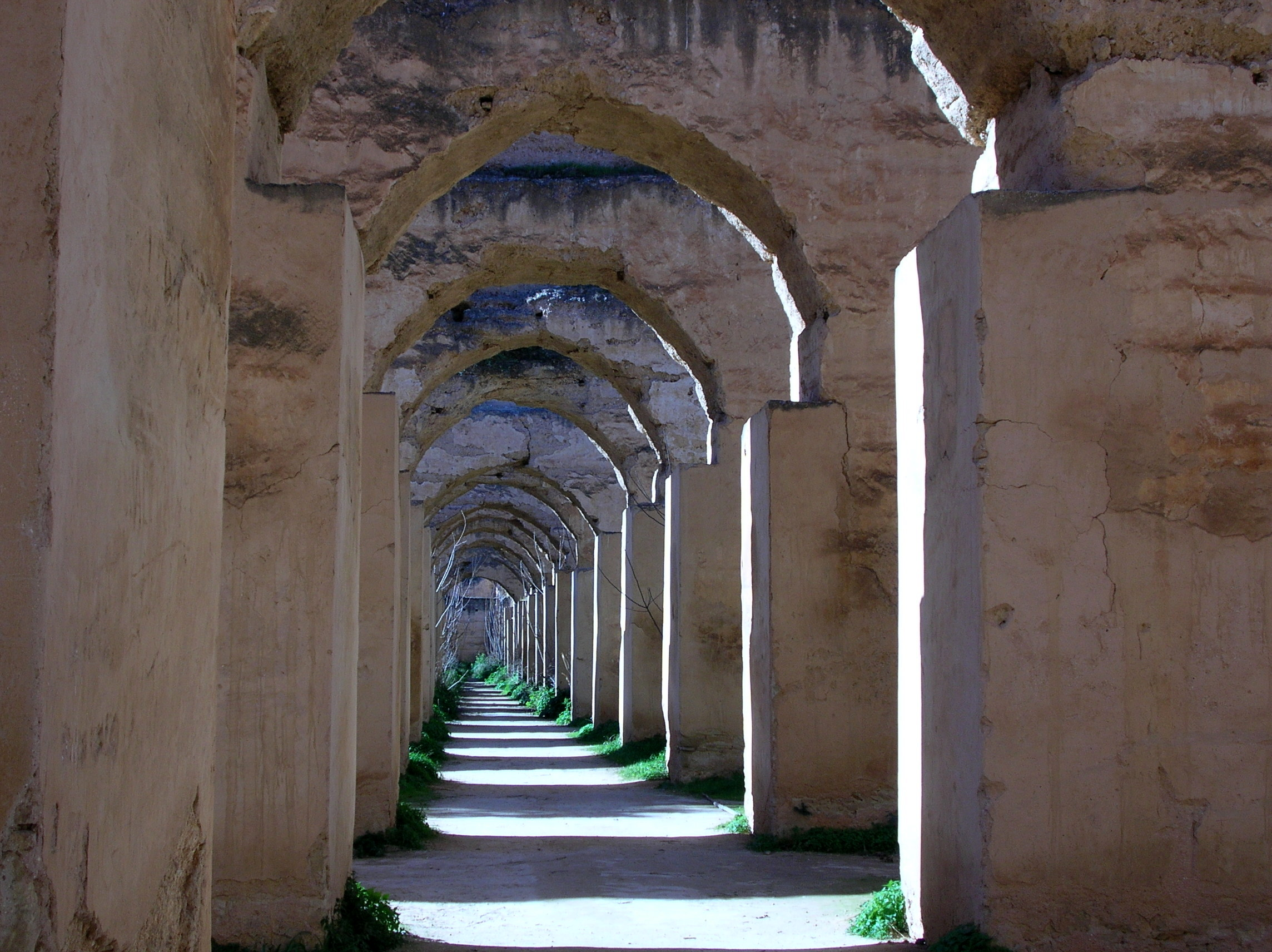
В царских конюшнях
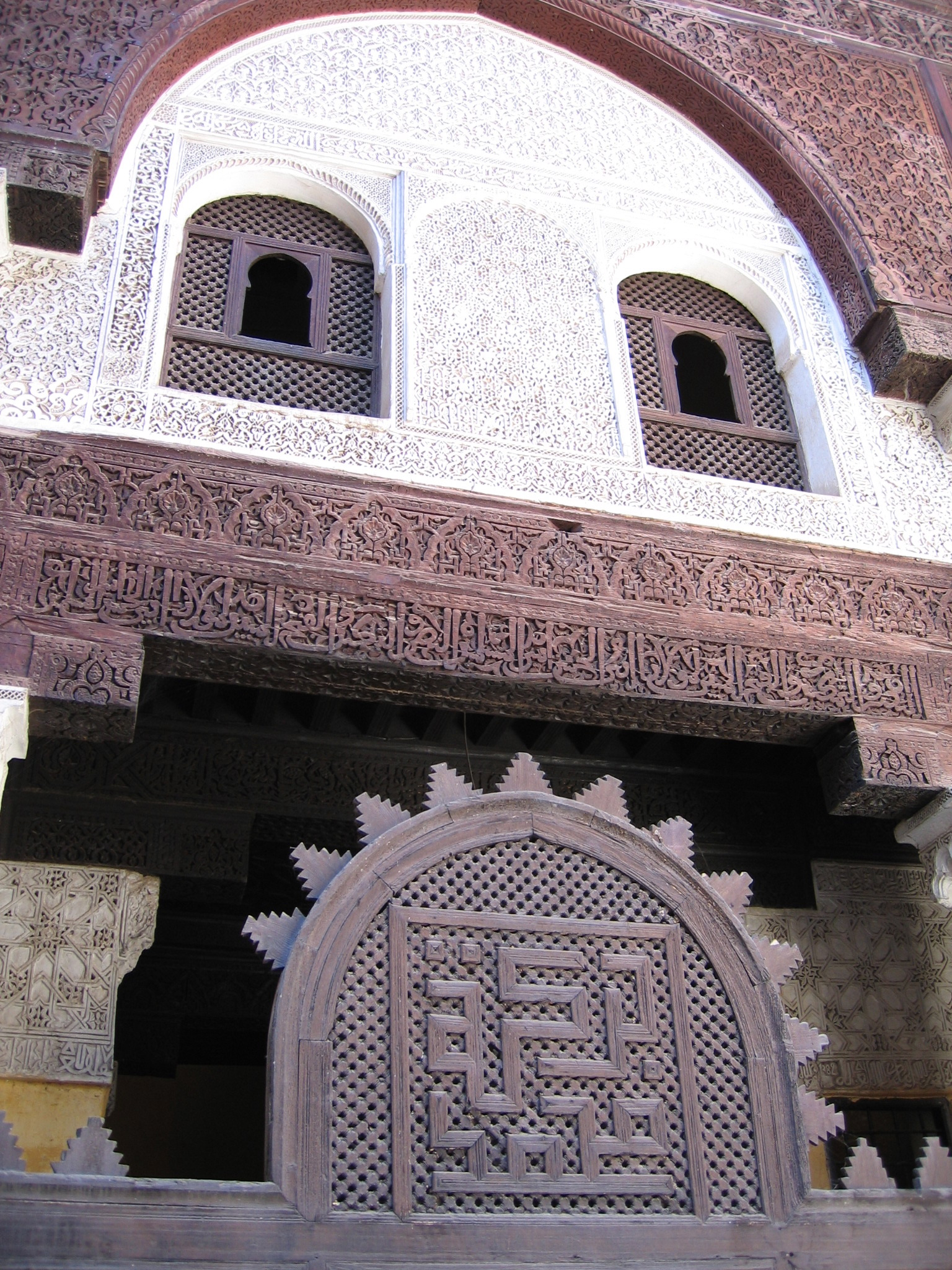
Медресе Боу Инаниа
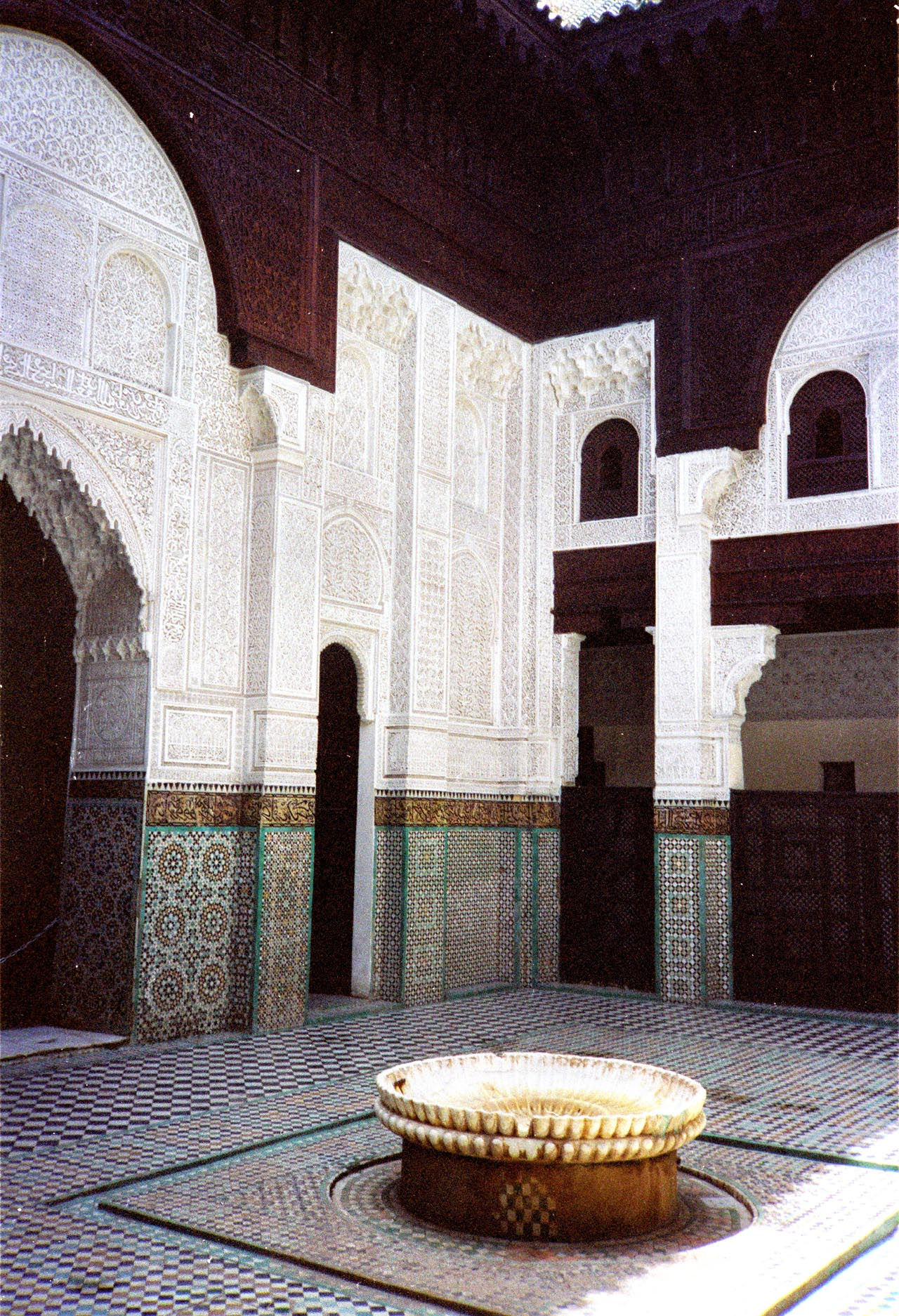
Медресе Боу Инаниа
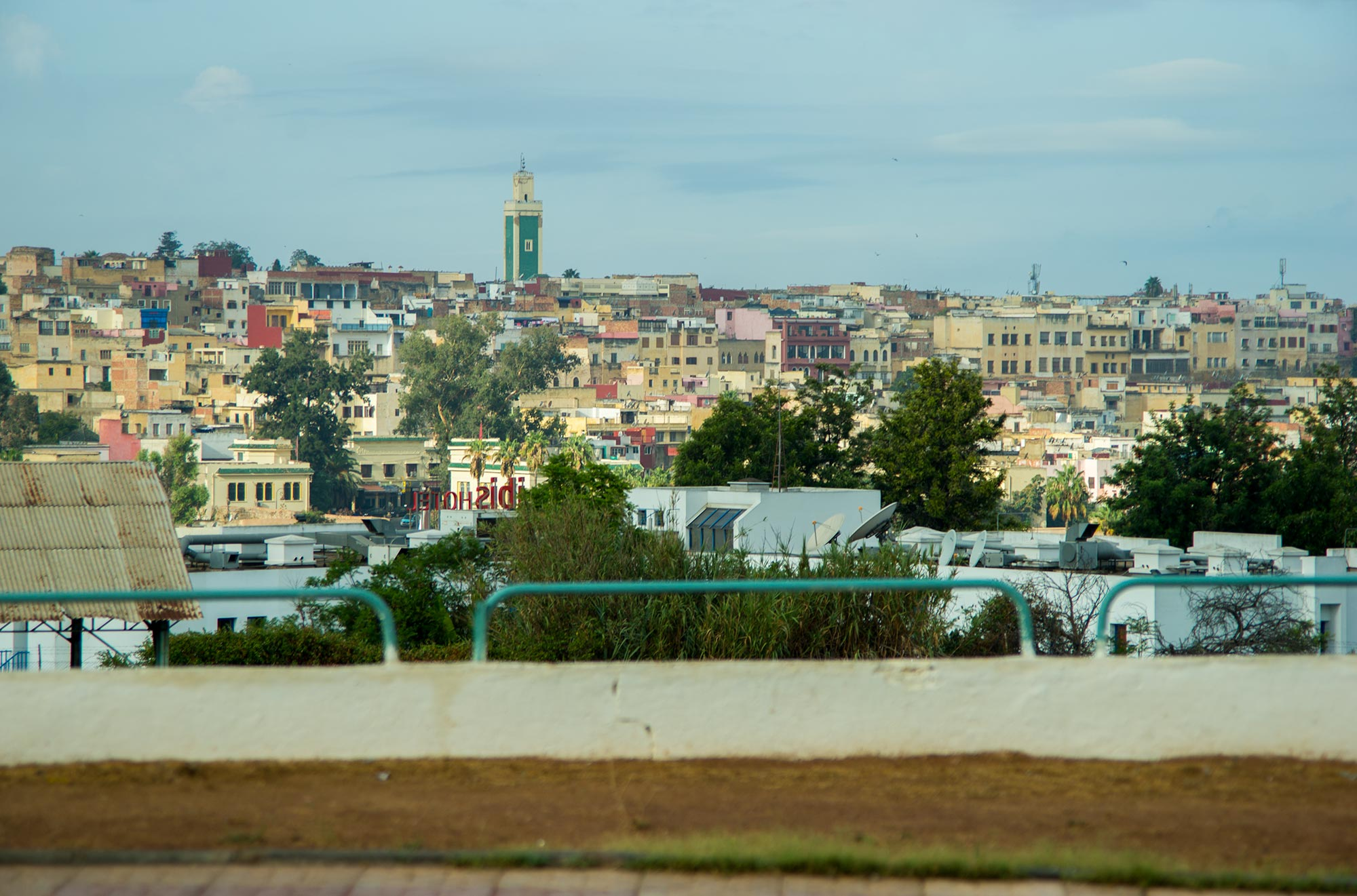
Мекнес
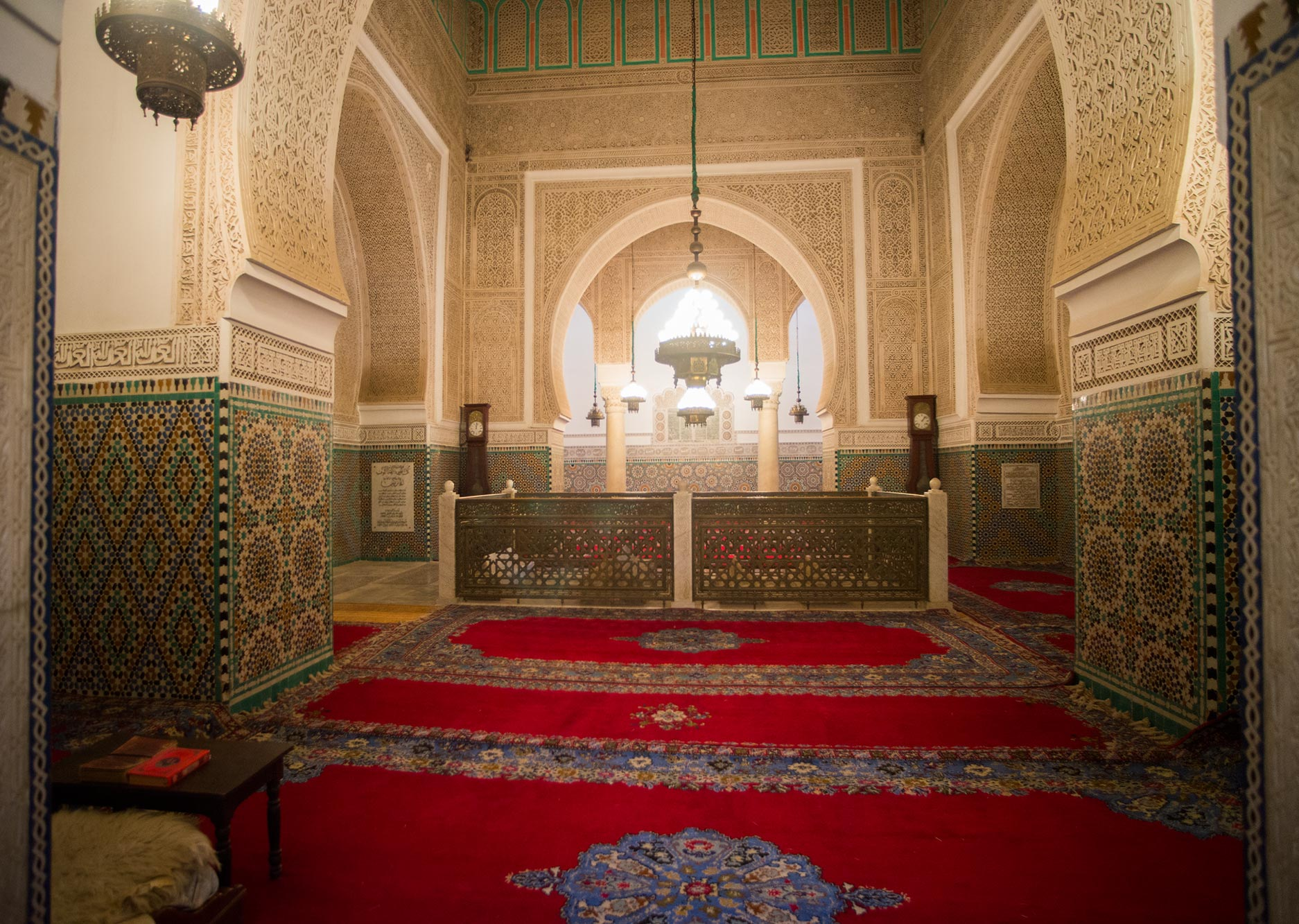
Мавзолей Мусы Измаила (правил c 1672 года по 1727 год).
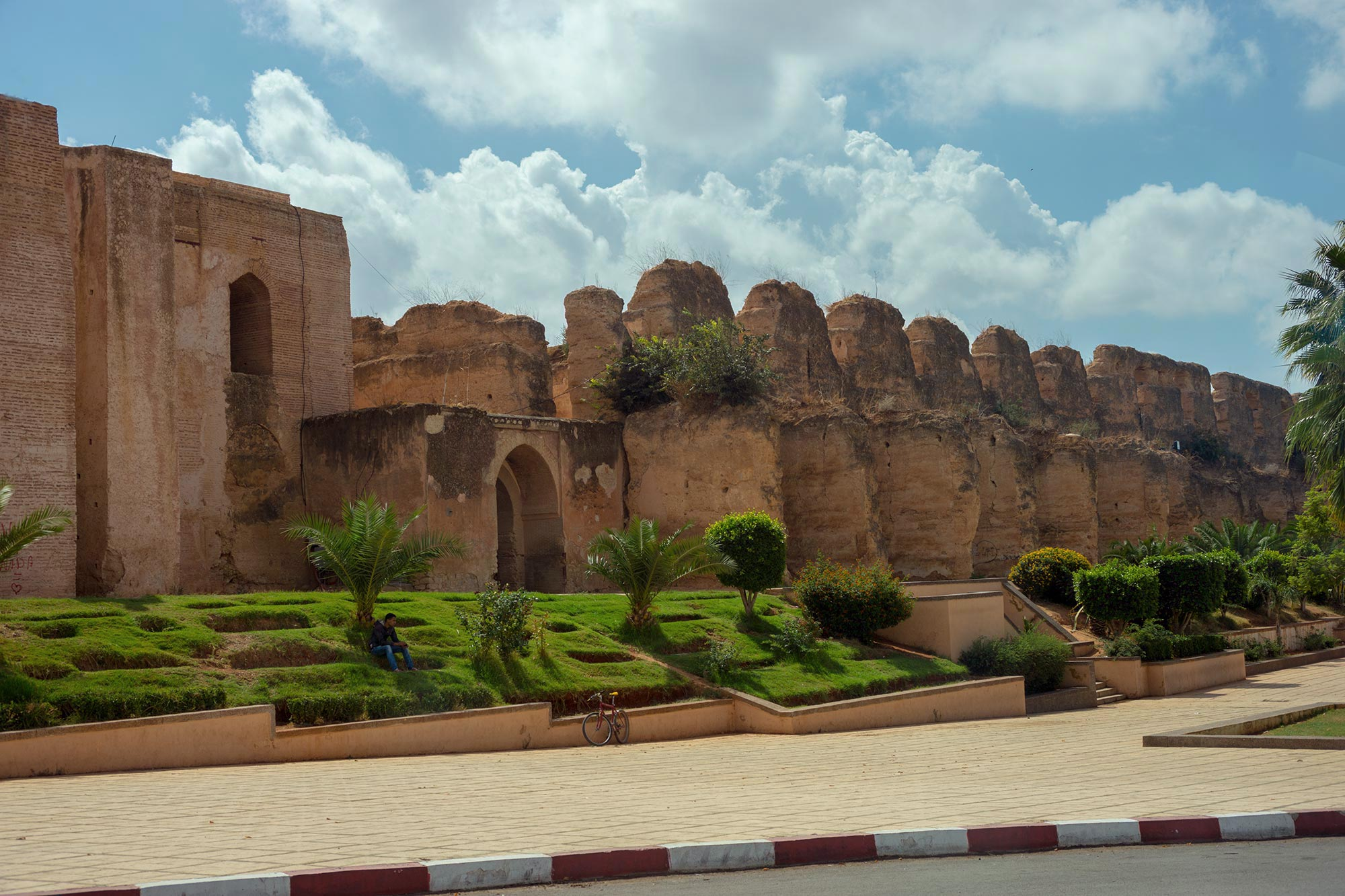
Стены королевского комплекса Дар Эль Ма
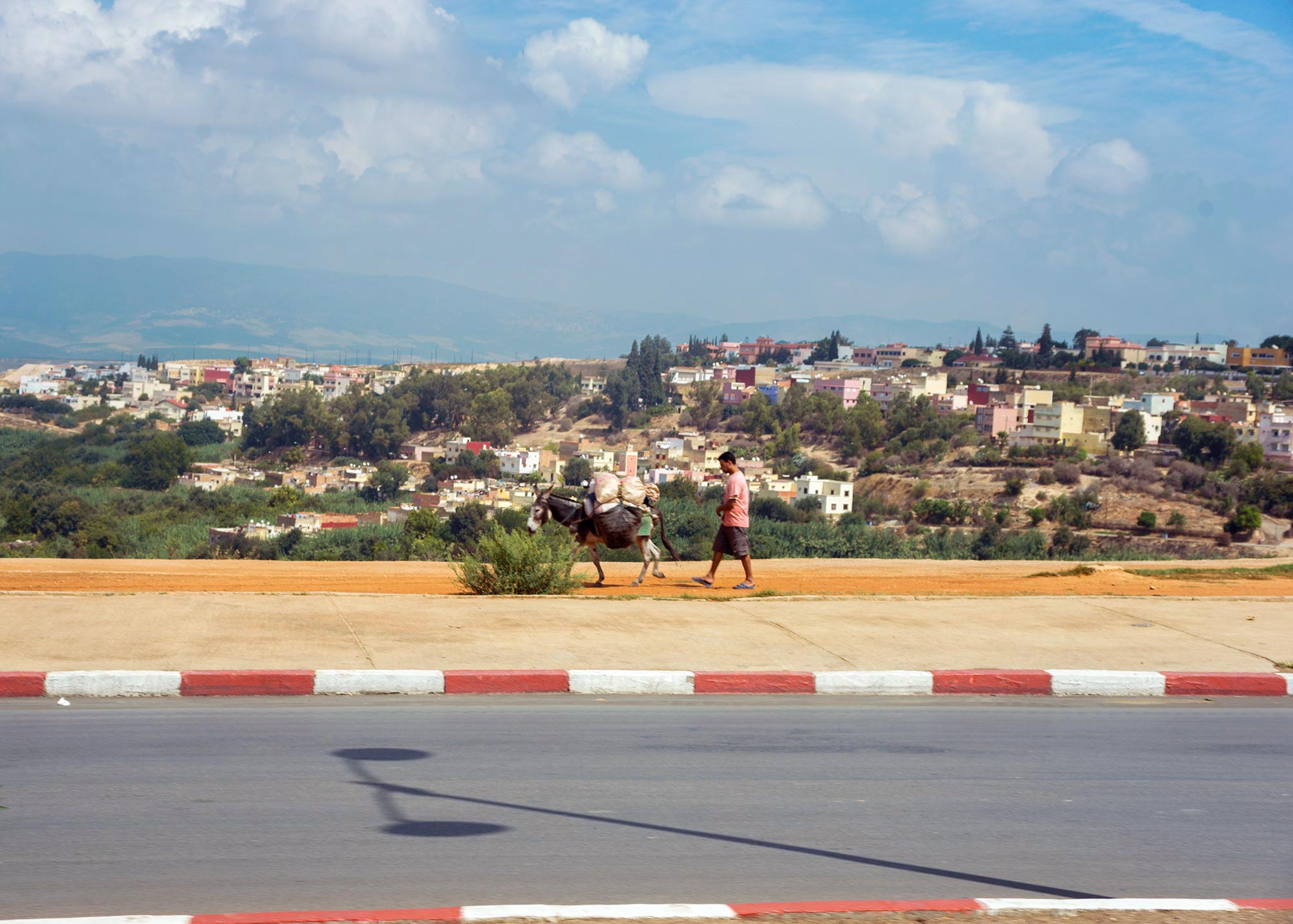
Бульвар Серкулер

## Города-побратимы
- Алма-Ата, Казахстан
- Ним, Франция (2005)
- Реймс, Франция (2011)

## Известные уроженцы
См. родившиеся в Мекнесе